# Carl Villasmil
Carl Jackson Villasmil Contreras (Valencia, Carabobo, Venezuela; 14 de julio de 1995) es un futbolista venezolano que juega como delantero en el Ureña Sport Club de la Segunda División de Venezuela.

## Trayectoria

### Petare FC
Se formó en las canteras del equipo aurinegro pero fue cedido al Petare FC para disputar el Clausura 2016. Jugó 9 partidos con el equipo capitalino pero no pudo evitar que su equipo descendiera a la Segunda División de Venezuela 2017.

### Deportivo Táchira
Tras estar cedido, regresa al equipo aurinegro y logra su debut en el primer equipo el 19 de marzo del 2017 en el Apertura 2017 ante el ACD Lara en la victoria 4-1. También logró disputar el último partido de la Ronda Regular ante el Zulia FC.

## Clubes
| Club              | País      | Año         |
| ----------------- | --------- | ----------- |
| Petare F.C.       | Venezuela | 2016        |
| Deportivo Táchira | Venezuela | 2015 - 2017 |